# Maximilian Keller
Maximilian Keller, auch Max Keller (* 25. August 1880 in Tübingen; † 13. Dezember 1959 in Dresden), war ein deutscher Kunstmaler.

## Leben und Wirken
Nach dem Schulbesuch studierte er zunächst Philosophie und wechselte 1907 an die private Malschule von Heinrich Knirr in München, wo er bis 1909 blieb. Danach ging er an die Akademie der Bildenden Künste München zu Franz von Stuck. Nach einigen Jahren in Paris ließ sich Keller dauerhaft in Dresden nieder. Neben Landschaften malte er auch Porträt. Zu seinen bekanntesten Werken, die meist warm und durchleuchtet sind, zählt das Gemälde des württembergischen Präsidenten Wilhelm Bazille im Amtssitz des Staatsministeriums Baden-Württemberg, der Villa Reitzenstein in Stuttgart. 
1937 stellte er im Rahmen der Gaukulturwoche 1937 u. a. sein Gemälde Nordische Siedlung aus.
Er starb 1959 und wurde auf dem Waldfriedhof Weißer Hirsch in Dresden beigesetzt.